# عصوية ذهبية إشبيلية
عصوية ذهبية إشبيلية (الاسم العلمي: Chryseobacterium hispalense) هي نوع من البكتيريا، سلبية الغرام، تتبع جنس عصوية ذهبية.